# 本郷剣斗
本郷 剣斗（ほんごう　けんと、1992年8月25日-）は、日本の俳優。
東京都出身。身長173cm、血液型A型。

## 出演

### テレビドラマ
- 私立バカレア高校（2012年4月 - ）第3話 - 達也に絡むヤンキー 役
- GTO 2012（2012年7月 - ）最終話 - 昇から手紙をもらう少年 役
- 黒の女教師（2012年7月 - ）第5話 - カラオケ店員 役
- SHARK（2014年1月 - ）#5 - THE1のギターリスト 役
- アオイホノオ（2014年7月 - ）第1、2、6、10話 - バドミントン部員 役
- 仮面ライダードライブ（2014年10月 - ）第2話 - 清掃員 役
- 黒服物語（2014年10月 - ）第5話 - 聖子の客 役
- デート〜恋とはどんなものかしら〜 (2015年1月 - )第5話　−　ベルサイユの薔薇のコスプレイヤー 役
- LOVE理論（2015年4月　– ）第3話 - ドM客 役
- サイレーン 刑事×彼女×完全悪女（2015年10月 - ）第1話 - カフェ店員 役
- 撃てない警官（2016年1月 - ）第1話　−　記者B　役
- 牙狼<GARO> -魔戒烈伝- (2016年4月 – )第10話 - 魔戒法師C 役
- 就活家族〜きっと、うまくいく〜（2017年1月 - ）レギュラー就活生　役

### バラエティ番組
- アソビラボ（2014年9月25日放送分）
- KEYABINGO！(2016年8月1日放送分）

### テレビスペシャルドラマ
- お家さん（2014年5月9日放送） - 丁稚役
- ほんとにあった怖い話 15周年スペシャル「犯人は誰だ」（2014年8月16日放送） - 同僚 役

### 映画
- ごくやん〜極道ヤンキーティーチャー（2013年3月30日公開） - 浄林高校NO.2役
- 劇場版 仮面ティーチャー（2014年2月22日公開） - トイレで生徒会に怯える生徒役
- 手裏剣戦隊ニンニンジャー THE MOVIE 恐竜殿さまアッパレ忍法帖!（2015年8月8日公開） - 忍隠れの里人 役

### PV
- AKB48「翼はいらない」

### 舞台
- 流れる雲よ（2018年） - 中原正人役

### 自主制作作品
- かがり糸 -監督-里島美和（2014年） - 義人役